# Shenhai Jing

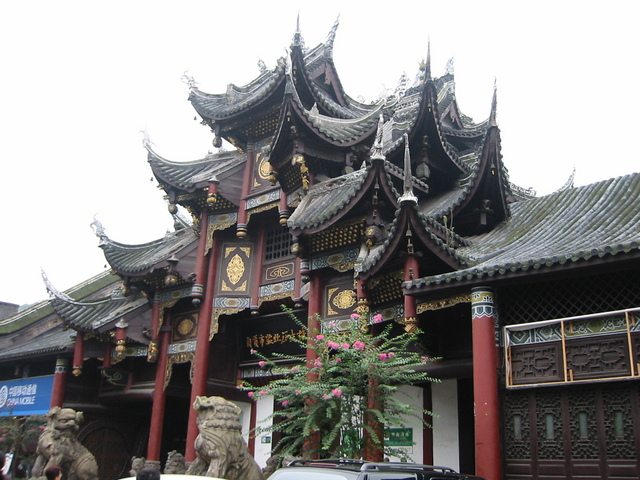
Salzmuseum Zigong

Shenhai Jing (chinesisch 燊海井, Pinyin Shēnhǎi Jǐng) ist ein Salzbrunnen im südlichen Sichuanbecken im Stadtbezirk Da’an von Zigong in der chinesischen Provinz Sichuan. Es wird auch Erdgas gefördert.
Er wurde in den Jahren zwischen 1823 und 1835 in der Zeit der Qing-Dynastie gebohrt und war der erste Brunnen der Welt mit einer Tiefe von über 1.000 Metern.
In der Ming-Dynastie wurde in Zigong damit begonnen, Erdgas für das Einkochen der Sole zu verwenden.
Die Salzproduktion blickt in Zigong auf eine Geschichte von über 2.000 Jahren zurück. Dort befindet sich auch ein Salzmuseum. Bereits im 3. Jahrhundert wurde über das Erdgas in Sichuan für das Einkochen der Sole berichtet.
Die Saline Shenhai Jing steht seit 1988 auf der Liste der Denkmäler der Volksrepublik China (3-57).